# نيل باري (لاعب كرة قدم)
نيل باري (بالإنجليزية: Neil Parry)‏ هو لاعب كرة قدم بريطاني في مركز حراسة المرمى، ولد في 8 نوفمبر 1985 في روثرجلين ‏ في المملكة المتحدة. لعب مع نادي ألوا أثليتيك.

## وصلات خارجية
- نيل باري (لاعب كرة قدم) على موقع قاعدة بيانات كرة القدم.إي يو (الإنجليزية)
- نيل باري (لاعب كرة قدم) على موقع Soccerbase.com (لاعب) (الإنجليزية)
- نيل باري (لاعب كرة قدم) على موقع Soccerway.com (الإنجليزية)